# Alta-konflikten
Alta-konflikten var protester mod vandkraftsudbygning af Altaelven i Finnmark fylke i Norge i 1970'erne og -80'erne. Elven er en del af flodsystemet, Alta-Kautokeinovassdraget. 
"Ingen kraftutbygging i Norge har vært gjenstand for større protester enn" Alta-dæmningen, skrev avisen VG, i 2013. 

## Tidslinje
I 1968 var der planer om et vandkraftværk ved sammenløbet af Kautokeinoelven i Altaelven. Planerne indholdt opdæmning af elven og oversvømme bebyggelsen i Máze, blandt andet kirken. Også store rensdyr græsgange berørtes. I 1970 fik Trygve Lund Guttormsen nys om planerne, da han bad tegninger til et nyt kloaksystem, der skulle udføres i den lille by Masi. Efter denne opdagelse indledtes modstanden mod planerne.
En ansøgning af betydeligt mindre omfang blev indleveret 1974, den blev godkendt af Stortinget den 30. november 1978 (med 90 stemmer mod 36). 
Der var modstand i befolkningen mod planerne til "Norges vassdrags- og energidirektorat". 
De norske myndigheder ændrede planer om at skåne bebyggelsen, i Masi.

### Efter starten afFolkeaksjonen
"Folkeaksjonen mot utbygging av Alta-Kautokeinovassdraget" - i blandt kaldet Folkeaksjonen - blev startet (under et møde på Alta gymnas), af 80 demonstranter, den 12. juli 1978. (Organisationen udviklede sig til at have 90 lokale afdelinger og 20.000 medlemmer.)
40 fra politiet blev stoppet af ca. 150 demonstranter. Anholdt og bødelagt, blev 92 demonstranter, den 17. september 1979.
Otte samer startede en sultestrejke foran Stortinget den 8. oktober 1979. Ca. 200 fra politiet konfronterede sultestrejkende samer, og omkring 250 demonstranter den 12. oktober 1979. Professorerne Nils Christie og Thomas Mathiesen blev anholdt, med flere.
Regeringen "ville bruke 200 vernepliktige soldater i en gigantisk politiaksjon mot Alta-demonstranter i 1979, men statsminister Odvar Nordli stanset aksjonen i tolvte time", skrev medierne.
På regeringkonference d. 15. oktober 1979 konfirmeredes beslutningen om stop af anlægsarbejdet.
Sultestrejken blev afsluttet samme dag. På en pressekonference samme dag, refererede statsministeren til: samers «legitime rettigheder». «Arbeidet på anleggsveien videreføres ikke før Stortinget har behandlet ny melding», sagde statsminister Odvar Nordli, samme dag.
Cirka 800 demonstranter blev arresteret den 14. januar 1981.
Alta kraftværk sættes i drift i maj 1987.

## Reaktioner
Mindst en person blev udvist (på livstid) fra Norge: en svensk journalist konverterede (fra hans job under protesterne) og blev demonstrant (mod udbygningen).
En retssag (i Alta herredsrett) mod Alfred Nilsen, Tore Bongo, Svein Suhr og Per Flatberg, startede den 1. marts 1983. De blev senere dømt til bøder (10.000 til 20.000 norske kroner) og betinget fængselsstraf.